# Thomas Mayne Reid
Thomas Mayne Reid, noto anche con lo pseudonimo di Capitan Mayne Reid (Ballyroney, 4 aprile 1818 – Londra, 22 ottobre 1883), è stato uno scrittore irlandese naturalizzato statunitense.

## Biografia
Thomas Mayne Reid nacque in Irlanda, ma presto la abbandonò e divenne cacciatore ed esploratore in una zona tra Messico e Stati Uniti, dove visse un'esistenza avventurosa.
Mayne Reid (talvolta scritto Mayne-Reid) prese parte alla spedizione nel Texas del 1840. Divenne poi giornalista a Filadelfia (1843-1846) e fu capitano di uno squadrone di volontari nella guerra contro il Messico (1845).
Le sue opere, molte ambientate fra gli Indiani d'America, ottennero un grande successo, tanto che furono citate in alcuni racconti di Anton Čechov e nei Tre dialoghi di Vladimir Solov'ëv. Fu campione di croquet, tanto che scrisse un libro su questo gioco (Croquet, 1863). Molte sue pubblicazioni furono tradotte in francese e in italiano.

## Opere

### In lingua inglese
- The Rifle Rangers; or, Adventures in Southern Mexico (1850)
- The Scalp Hunters: A Romance of the Plain (1851)
- The Desert Home: The Adventures of a Lost Family in the Wilderness (1851)
- The Hunters' Feast (1883)
- The White Chief; A Legend of North Mexico (1855)
- The Boy Hunters, or, Adventures in Search of a White Buffalo (1855)
- The Hunter's Feast; or, Conversations Around the Camp-fire (1856)
- The Bush Boys: History and Adventures of a Cape Farmer and His Family (1856)
- The Quadroon: Or, A Lover's Adventures in Louisiana (1856)
- The War Trail; or, The Hunt of the Wild Horse (1857)
- The Plant Hunters; or, Adventures Among the Himalaya Mountains (1858)
- Osceola the Seminole, or, The Red Fawn of the Flower Land (1858)
- The Lone Ranch (1860)
- The Scalp Hunters (1860)
- Bruin: The Great Bear Hunt (1860)
- The Lone Ranch: A Tale of the Staked Plain (1860)
- The Wild Huntress; or, The Big Squatter's Vengeance (1861)
- The Maroon: A Tale of Voodoo and Obeah
- The Cliff Climbers (1864)
- The Boy Slaves (1865)
- The Headless Horseman (1866)
- The Giraffe Hunters (1867)
- Afloat in The Forest; or A Voyage Among the Tree-Tops (1867)
- The White Squaw (1868)
- The Headless Horseman: A Strange Story of Texas (1868)
- The Helpless Hand: A Tale of Backwoods Retribution (1868)
- The Planter Pirate: A Souvenir of Mississippi (1868)
- The Yellow Chief: A Romance of the Rocky Mountains (1869)
- The Fatal Cord (1869)
- The Castaways (1870)
- The Vee-Boers: A Tale of Adventure in Southern Africa (1870)
- The Finger of Fate (1872)
- The Death Shot; or, Tracked to Death (1873)
- The Cuban Patriot, or, The Beautiful Creole: An Episode of the Cuban Revolution (1873)
- The Death Shot (1874)
- The Young Yagers, or, A Narrative of Hunting Adventures in Southern Africa (1875)
- The Giraffe Hunters (1876)
- The Flag of Distress: A Story of the South Sea (1876)
- Gwen Wynn; A Romance of the Wye (1877)
- The Man-Eaters (1878)
- The Specter Barque: A Tale of the Pacific (1879)
- The Captain of the Rifles; or, The Queen of the Lakes: A Romance of the Mexican Valley (1879)
- The Land Pirates, or, The League of Devil's Island: A Tale of the Mississippi (1879)
- Osceola the Seminole: The Red Fawn of the Flower Land
- The Ocean Hunters, or, The Chase of the Leviathan: A Romance of Perilous Adventure (1881)
- The Ocean Waifs: A Story of Adventure on Land and Sea (1882)
- Blue Dick, or, The Yellow Chief's Vengeance: A Romance of the Rocky Mountains (1883)
- Gaspar, the Gaucho, or, Lost on the Pampas: A Tale of the Gran Chaco (1883)
- The Island Pirate: A Tale of the Mississippi (1884)
- The Land of Fire: A Tale of Adventure (1885)
- The Lost Mountain: A Tale of Sonora (1885)
- The Free Lances: A Romance of the Mexican Valley (1888)
- The Tiger Hunter: A Hero in Spite of Himself (1889)
- No Quarter! (1890)
- The White Gauntlet (1892)
- The Guerilla Chief and Other Tales
- The Bandolero, A Marriage among the Mountains
- The Boy Tar
- The Child Wife
- Ran Away to Sea
- Wood Rangers: The Trappers of Sonora
- The Young Voyageurs: Boy Hunters in the North

### Traduzioni in lingua italiana
- I cacciatori di giraffe, Milano : S. Muggiani, 1876
- Il capo bianco, Milano: Tipografia Editrice Lombarda (s.d.)
- I giovani viaggiatori : cognizioni geografiche e di scienze naturali, Milano: S. Muggiani e C., 1877
- Alla caccia dei bissonti (sic), Milano : Tipografia Editrice Lombarda, 1878
- Il deserto d'acqua nella foresta, Milano: Muggiani, 1878
- Il capitano della pandora, Milano : Guigoni, 1887
- Guglielmo il mozzo : seguito al Capitano della Pandora, Milano: S. Muggiani e c., 1877
- Gli esuli nella foresta, Milano : Muggiani, 1877
- I cacciatori del Capo di Buona Speranza, Milano : Muggiani, 1877
- Avventure d'una famiglia perduta nelle solitudini dell'America, Milano : Muggiani, 1876
- Bruin o la caccia agli orsi, Milano : Muggiani, 1876
- Il deserto d'acqua nella foresta, Milano : Muggiani, 1878
- La schioppettata mortale, Milano : F.lli Treves, 1887
- I soldati di ventura, prima versione italiana di V(ermondo) Brugnatelli. Milano : Società editoriale milanese, 1908.

### Traduzioni in lingua francese
- Océola, le Grand Chef des Séminoles, ( 1859 "Oceala the Seminole") 1866 -J. Vermot et Cie, Paris Libraires-Editeurs.
- Les Robinsons de Terre Ferme (1852 - "The Desert Home") - 1854 - Eugène Ardant et Cie Editeurs
- Les chasseurs de girafes, Hachette 1904
- Les jeunes Boërs, Paris, Sté Française d'imprimerie et de librairie
- Les Francs tireurs ou Le Corps-franc des rifles (1850 - "The Rifle Rangers" ) - 1854
- Les Chasseurs de chevelures (1851 - "The Scalp hunters") - 1854
- L'Habitation du Desert ou Aventures d'une Famille perdue dans les solitudes de l'Amerique, Illustrazioni di Gustave Doré - Hachette, Paris - 1856
- Le Chef Blanc ( 1855 - "The White Chief" ) - 1857
- La chasseresse sauvage (2 tomes), Didier & Méricant, Editeurs, Paris.
- Les grimpeurs de rochers (suite du chasseur de plantes)- PARIS HACHETTE 1874
- Les exilés dans la forêt (paru en Bibliothèque verte) aussi chez Arthaud en version illustrée en 1949
- Les naufragés de l'ile de Bornéo publié chez Hetzel et en 1884 chez Mégard à Rouen